# Moncada, Tarlac
Moncada là một đô thị hạng 3 ở tỉnh Tarlac, Philippines. Theo điều tra dân số năm 2000, đô thị này có dân số 49.607 người trong 10,144 hộ.

## Các đơn vị hành chính
Moncada được chia thành 37 barangay.
| - Ablang-Sapang - Aringin - Atencio - Banaoang East - Banaoang West - Baquero Norte - Baquero Sur - Burgos - Calamay - Calapan - Camangaan East - Camangaan West - Camposanto 1 - Norte | - Camposanto 1 - Sur - Camposanto 2 - Capaoayan - Lapsing - Mabini - Maluac - Poblacion 1 - Poblacion 2 - Poblacion 3 - Poblacion 4 - Rizal - San Juan | - San Julian - San Leon - San Pedro - San Roque - Santa Lucia East - Santa Lucia West - Santa Maria - Santa Monica - Tolega Norte - Tolega Sur - Tubectubang - Villa |